# Cyrkulacja powietrza

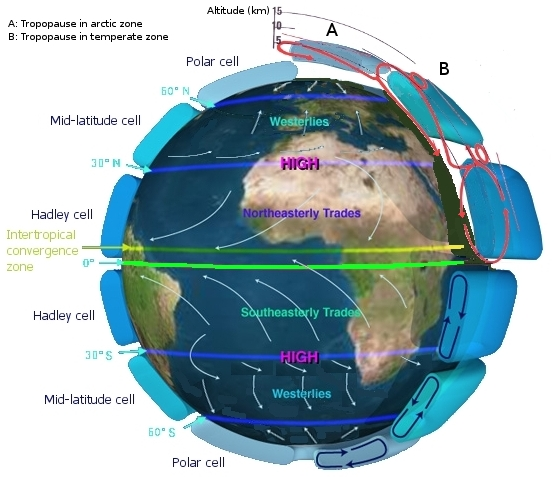
Schemat cyrkulacji globalnej w atmosferze ziemskiej.

Cyrkulacja powietrza – system prądów powietrznych nad powierzchnią kuli ziemskiej.
Przyczyną krążenia, czyli cyrkulacji powietrza w troposferze, są różnice w ogrzewaniu powierzchni Ziemi uzależnione od stref oświetlenia Ziemi. Różnice w ogrzewaniu powierzchni wywołują różnice w ogrzewaniu powietrza. Powietrze ciepłe – jako lżejsze od zimnego – unosi się, a zimne opada. Jest to zjawisko fizyczne zwane prądem konwekcyjnym. Na całej kuli ziemskiej powstają w ten sposób wyże i niże baryczne. Zróżnicowanie ciśnienia jest przyczyną powstawania wiatru. Za wielkoskalowe prądy powietrzne przyjmuje się takie prądy, które pod względem swych rozmiarów są porównywalne z wielkimi obszarami lądów i oceanów. W globalnej cyrkulacji atmosfery wyróżnia się komórki cyrkulacyjne, występujące na obu półkulach, w obrębie których odbywa się ruch mas powietrza.
- komórka Hadleya – w niskich szerokościach geograficznych obu półkul występuje komórka cyrkulacji powietrza, zwana komórką Hadleya. Krążenie powietrza odbywa się tam między zwrotnikami a równikiem i nosi nazwę cyrkulacji pasatowej.
- komórka Ferrela – w podzwrotnikowych i umiarkowanych szerokościach geograficznych na obu półkulach występują komórki Ferrela. Powietrze krąży między 30° a 60° szerokości geograficznej północnej i południowej.
- komórka polarna – w okolicach biegunów cyrkulacja odbywa się w komórkach okołobiegunowych. Powietrze krąży od stabilnych układów wysokiego ciśnienia nad biegunem w stronę kół podbiegunowych.

Od ogólnej cyrkulacji należy odróżnić cyrkulacje lokalne, np. bryzy przy wybrzeżach mórz, wiatry dolinne i górskie, wiatry lodowcowe, pustynne (wiatr).